# Tamna mreža
Dark veb (engl. dark web) sadržaj je svetske mreže (veba) koji postoji na darknetu, podinternetu i decentralizovanoj mreži koja koristi internet, ali zahteva specifičan softver, konfiguraciju ili odobrenje za pristup. Mračna mreža čini mali deo duboke mreže, dela mreže koji nije indeksiran od strane pretraživača veba. Ponekad se termin “duboka mreža” zbunjujuće koristi za mračnu mrežu.
Podinternet, koji gradi osnovu na kojoj se nalazi mračna mreža, sadrži male, F2F (engl. friend-to-friend) mreže, koje su podvrsta P2P mreže (engl. peer-to-peer), kao i velike, popularne mreže kao što su Freenet, I2P i Tor. Tim mrežama upravljaju javne organizacije ili pojedinci. Korisnici mračne mreže se prema regularnoj mreži odnose isto kao i ostali delovi Interneta (engl. Clearnet) zahvaljujući njegovoj nešifrovanoj prirodi. Mračna mreža Tor se nekad naziva i "zemlja crnog luka" (engl. onionland) zbog najčešćeg sufiksa domena mreže .onion i tehnike anonimnog saobraćaja rutiranje crnog luka (engl. onion routing).

## Terminologija
Mračna mreža se često meša sa dubokom mrežom, delom mreže koji nije moguće pretražiti običnim pretraživačima. Ova zabuna traje još od 2009. Od tada, posebno u izveštajima Puta svile (engl. Silk Road) (crno tržište na internetu), ova dva termina su obično bila poistovećivana, uprkos preporukama da se razlikuju.

## Sadržina
Istraživanje sprovedeno na Univerzitetu u Portsmoutu (engl. University of Portsmouth) od strane Gareta Ovena (engl. Gareth Owen), decembra 2014. godine, pokazalo je da je najčešće tražen sadržaj na Tor-u bila dečja pornografija, zatim berze podinterneta, dok su najposećeniji pojedinačni sajtovi bili posvećeni botnet operacijama. Sajtovi koji se bave ilegalnim radnjama (engl. whistleblowing sites) su podjednako zastupljeni, kao i forumi za političke diskusije. Neki od najprofitabilnijih sajtova su povezani sa Bitkojinom (engl. Bitcoin), prevarantskim uslugama i servisima za poručivanje. Da bi se suprotstavio trendu kontroverznog sadržaja, umetnički kolektiv Sajbertvi (engl. Cybertwee) organizovao je prodaju kolača na jednom .onion sajtu.
Istraživanje sprovedeno na King's College u Londonu, februara 2016. godine, daje sledeću kategorizaciju sadržaja mračne mreže, ističući nezakonite upotrebe .onion usluga:

### Botnet
Botnet najčešće koristi svoje komandne i kontrolne servere zasnovane na principu skrivenih servisa bez cenzure (engl. Censorship resistant hidden service), koji prave veliku količinu lažnih podataka.

### Bitkojn servisi
Bitkojin servisi poput prebacivača su često dostupni na Tor-u, a neki sadrže i druge integrisane pretraživače. Istraživanje koje je podržala Kancelarija Ujedinjenih nacija za drogu i kriminal, sprovedeno od strane Džin-Loup Ričet (engl. Jean-Loup Richet), istraživača na ESSEC-u, istaklo je nove trendove u upotrebi Bitkojin prebacivača za pranje novca. Zajednički pristup bio je da se koristi digitalni menjač valuta koji je bitkojine prebacivao u valute korišćene u igrama (kao što su zlatnici u Svetu Vorkrafta (engl. World of Warcraft)) koje će kasnije biti prebačene u pravi novac.

### Tržišta podinterneta
Komercijalna tržišta podinterneta, koja posreduju transakcije za ilegalne droge i drugu robu, privukla su značajnu pažnju medija počevši od popularnosti Puta svile (engl. Silk Road), a onda i kasnije oduzimanje istog od strane pravnih organa. Druga tržišta prodaju eksploatisane softvere i oružje.

### Hakerske grupe i servisi
Mnogi hakeri ovde prodaju svoje usluge individualno ili kao deo grupe. Neke od tih grupa su hackforum, Trojanforge, Mazafaka, dark0de i TheRealDeal tržište podinterneta. Neki su poznati po tome što prate i ucenjuju očigledne pedofile.

### Prevarantske usluge
Postoje brojni forumi za prevarantske usluge sa kreditnim karticama, falsifikovanje i druge vrste prevara. Mnogi takvi sajtovi su i sami prevare.

### Masovna obmana i neprovereni sadržaj
Postoje izveštaji o tržištu atentata i naručenim ubistvima, ali se veruje da su ovo isključivo prevare. Osnivač Puta svile (engl. Silk road) uhapšen je od strane HSI (engl. Homeland Security Investigations) zbog svog sajta i navodnog naručivanja ubistva šestoro ljudi, međutim te optužbe su kasnije odbačene.
Postoji urbana legenda da se na mračnoj mreži može naći i ubistvo uživo. Termin “Crvena soba” (engl. "Red Room") smišljen je na osnovu japanske animacije i urbane legende istog imena. Međutim, dokazi upućuju da su svi prijavljeni slučajevi prevare.
Jeziva indi igra “Sad Satan” pregledana je 25. juna 2015. godine od strane jutjubera Obscure Horror Corner, koji tvrde da su je pronašli putem Mračne mreže. Razne nedoslednosti kanala unele su sumnju u izveštaj prijavljenog događaja.

### Pecanje i prevare
Pecanje (engl. Phishing) preko kloniranih sajtova i druge pevare su brojne, i često se oglašavaju preko tržišta podinterneta sa lažnim url adresama.

### Slagalice
Slagalice poput Cicada 3301 nekada koriste skrivene servise kako bi anonimnije obezbeđivali dokaze, često povećavajući spekulacije o identitetu njihovih stvaralaca.

### Nezakonita i etički sporna pornografija
Postoji redovno sprovođenje zakona protiv sajtova koji distribuiraju dečju pornografiju – često ugrožavajući sajtove slanjem zlonamernih softvera korisnicima. Sajtovi koriste kompleksne sisteme navođenja, forume i lokalne regulative.
Preostali sadržaj uključuje seksualno mučenje i ubijanje životinja i osvetničku pornografiju.

### Terorizam
Postoje pravi i lažni sajtovi za koje se veruje da ih koristi Islamska država, uključujući i jedan lažni sajt koji je zaplenjen u operaciji Onimus (engl. Operation Onymous). Nakon napada u Parizu 13. novembra 2015. jedan od pravih sajtova te vrste hakovan je od strane hakerske grupe Nevidljiva bezbednost (engl. Ghost Security), koja je deo Anonimusa (engl. Anonimus), i zamenjen je reklamom za flukosetin.

## Komentar
Iako je veći deo mračne mreže bezopasan, neki tužioci i vladine organizacije smatraju da je ona raj za kriminalne aktivnosti. Novinar Džejmi Barlet (engl. Jamie Bartlett) je 2014. godine u svojoj knjizi “Podinternet” (engl. The Dark Net) koristio podinternet i mračnu mrežu da opiše niz podzemnih potkultura, uključujući rasizam na društvenim mrežama, društva u kojima dominira samopovređivanje, tržište narkotika podinterneta i transhumanizam.
Sajtovi specijalističkih vesti kao što su DeepDotWeb i All Things Vice pružaju izveštavanje i praktične informacije o mračnim sajtovima i uslugama. The Hidden Wiki i njena “ogledala” (engl. mirror site) i forkovanje (engl. fork) drže neke od najvećih direktorijuma sadržaja u bilo koje vreme.
Popularni izvori mračne mreže .onion veze uklučuju Pejstbin (engl. Pastebin), Jutjub (engl. YouTube), Tviter (engl. Twitter), Redit (engl. Reddit) i druge internet forume. Specijalizovane kompanije sa Darksum-om i Recorded Future-om prate kriminalna dešavanja na mračnoj mreži u svrhu sprovođenja zakona.
Saopšteno je da od 2015. Interpol pruža namensku obuku za mračnu mrežu koja uključuje i tehničke informacije o Tor-u, računarsku bezbednost i simulirano tržište podinterneta.
U Velikoj Britaniji oktobra 2013. godine Nacionalna agencija za kriminal i GCHQ najavili su formiranje 'Joint Operations Cell' koja će se fokusirati na kompjuterski kriminal. Ova ekipa je od novembra 2015. godine zadužena za borbu protiv eksploatacije dece na mračnoj mreži, kao i ostalog internet kriminala.

## U popularnoj kulturi
- Mračna mreža je ključni element u romanu Li Čajlda (engl. Lee Child) Napravi me (2015).[66]
- Lik Lukas Gudvin (engl. Lucas Goodwin) koristi mračnu mrežu da nađe hakera u američkoj televizijskoj seriji Kuća od karata (engl. “House of Cards”) (2013).[67]
- Mračna mreža je glavni element u nemačkom tehno-trileru Ko sam ja (engl. Who Am I) (2014).[68] Film takođe vizualizuje tajne sobe za ćaskanje podinterneta oronulim metroom kada maskirani ljudi razmenjuju poruke.[69][70]
- Ubica.com (engl. “Killer.com”) (2015) je roman koji je napisao Kenet G. Ejd (engl. Kenneth G. Eade) o maltretiranju na internetu, o bandi koja unajmljuje ubicu pomoću podinterneta za anonimno ubistvo.[71][72]
- Mesto zločina: Sajber (engl. “CSI: Cyber”) (2015) prati rad Meri Aiken (engl. Mary Aiken), koja predvodi FBI diviziju sa zadatkom da rade na mračnoj mreži, istražuje sve od aukcije beba ("Kidnapping 2.0"), do onemogućavanja mera zaštita rolerkostera ("CMND:\CRASH"), crno tržište oružja ("Ghost in the Machine"), smrt onih koji koriste aplikaciju za transport ("Killer En Route"), i grešku u dizajnu podloge štampača ("Fire Code").
- Tomas Pinčonova (engl. Thomas Pynchon) “Krvava ivica” (engl. “Bleeding Edge”) zaranja duboko u mračnu mrežu da razmrsi zaveru vezanu za bombardovanje bliznakinja.

## Literatura
- „Anticounterfeiting on the dark web - Distinctions between the Surface Web, dark web and Deep Web” (PDF). 13. 4. 2015. Архивирано из оригинала (PDF) 04. 06. 2015. г. Приступљено 1. 6. 2015.
- Dark Web Wiki
- Filipović, V. (20. 6. 2019). „DIGITALNI PAKAO Mračni internet je 25 puta veći od običnog i krije JEZIVE TAJNE (VIDEO)”. Blic. Архивирано из оригинала 21. 06. 2019. г. Приступљено 21. 6. 2019.